# Emili Beüt
Emilio Beüt Belenguer, né en 1902 à Valence en Espagne et mort à Valence le 14 août 1993, est un écrivain valencien, président de Lo Rat Penat entre 1972 et 1980.